# Rovereto
Rovereto (Duits: Rofreit) is een industrie- en handelsstad in de Noord-Italiaanse provincie Trente. De stad telt 39.271 inwoners (31 december 2012). Ze ligt op een hoogte van 212 meter in het dal van de Adige. In de stad staat een van de grootste Europese musea van moderne kunst, het MART (Museo d'Arte moderna e contemporanea di Trento e Rovereto). Het museum opende zijn deuren in 2002 en werd ontworpen door de Zwitserse architect Mario Botta. Rovereto maakte tot 1919 deel uit van het historische graafschap Tirol.
Bij Rovereto ligt, hoog boven de stad, op de top van een heuvel, het Ossario di Castel Dante (1936), een monument dat getuigt van de tragische relatie die Rovereto heeft met de Eerste Wereldoorlog. Hier liggen 21.000 Italiaanse en Oostenrijkse soldaten begraven. De top van de heuvel biedt een uitzicht over de velden waar heel wat soldaten gesneuveld zijn. De naam Dante is aan dit monument verbonden omdat de dichter een toevlucht vond in het kasteel dat hier vroeger stond, na zijn verbanning uit Florence in 1303.
Vlak bij het Ossario (Sacrario) bevindt zich in het kasteel van Rovereto een tweede oorlogsmonument, de Campana dei Caduti (Klok van de gevallenen, 1924), bijgenaamd Maria Dolens, een enorme klok die elke avond om 21.30 uur luidt voor de vrede. Deze klok, die gegoten is uit het brons dat de oorlogvoerende landen van de Eerste Wereldoorlog hebben geschonken, luidt dagelijks voor de gesneuvelden van alle oorlogen. In het kasteel van Rovereto is een oorlogsmuseum gevestigd.

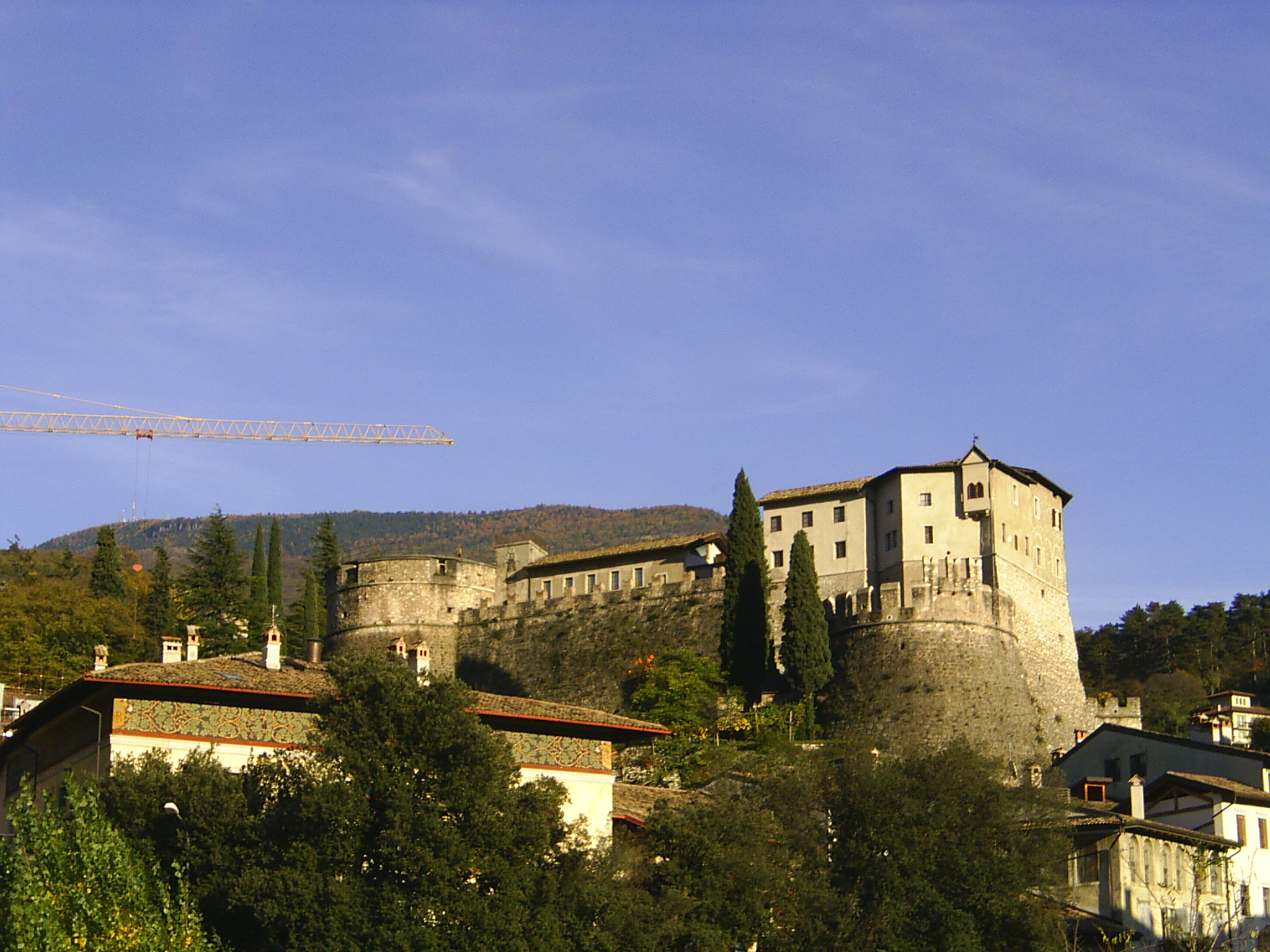
Kasteel van Rovereto

## Geboren in Rovereto
- Antonio Rosmini-Serbati (1792-1855), priester, filosoof, ordestichter van de paters van Liefdadigheid (rosminianen) en Uomo universale
- Fausto Melotti (1901-1986), kunstschilder en beeldhouwer
- Paolo Seganti (1965), acteur en model
- Alessandro Bertolini (1971), wielrenner
- Denis Bertolini (1977), wielrenner
- Davide Simoncelli (1979), alpineskiër
- Lucia Recchia (1980), alpineskiester
- Cesare Benedetti (1987), wielrenner
- Thomas Bertolini (1988), wielrenner
- Andrea Toniatti (1992), wielrenner
- Mattia Bais (1996), wielrenner
- Davide Bais (1998), wielrenner
- Samuele Zambelli (1998), wielrenner